# Valentina Tsibulskaya
Valentina Ivanovna "Valya" Tsybulskaya  (en ruso: Валентина Ивановна Цыбульская; Rostov del Don, 19 de febrero de 1968) es una atleta bielorrusa especializada en marcha atlética.
En 1997 consiguió medalla de bronce en el Campeonato Mundial de Atletismo de 1997 celebrado en la ciudad griega de Atenas sobre la distancia de 10 km. A partir de la siguiente convicatoria las mujeres compitieron sobre la distancia de 20 km.
En 2001, en Edmonton, Canadá, compitiendo en el Campeonato Mundial de Atletismo, consiguió la medalla de plata, ya sobre la distancia de 20 km. En la siguiente convocatoria, la de 2003 que se celebró en París, consiguió la medalla de bronce.
En 1996 acudió a los Juegos Olímpicos de Atlanta consiguiendo diploma olímpico al terminar en octava posición en los 10 km. Se da la circunstancia de que esta fue la última vez que las mujeres disputaron la prueba de marcha atlética sobre la distancia de 10 km.
Además de esta participación olímpica, también tomo parte en los Juegos Olímpicos de Sídney 2000, donde terminó en el puesto 28 ya sobre 20 km y en los de Atenas 2004, donde finalizó en decimoquinta posición.
| Mejores marcas personales | Mejores marcas personales | Mejores marcas personales  | Mejores marcas personales |
| Distancia                 | Tiempo                    | Lugar                      | Fecha                     |
| ------------------------- | ------------------------- | -------------------------- | ------------------------- |
| 10.000 m.                 | 43:49.24                  | Atenas, Grecia             | 7 de agosto de 1997       |
| 10 km.                    | 42:06                     | Eisenhüttenstadt, Alemania | 8 de mayo de 1999         |
| 20.000 m.                 | 1h:33:25.5                | Brisbane, Australia        | 6 de septiembre de 2001   |
| 20 km.                    | 1h:28:10                  | París, Francia             | 24 de agosto de 2003      |
| PC - Pista Cubierta       |                           |                            |                           |